# Espinho (Portugal)
Espinho é uma cidade da Área Metropolitana do Porto, da Região do Norte de Portugal e do Distrito de Aveiro.
É sede do Município de Espinho que tem uma área total de 21,06 km2, 31.043 habitantes em 2021 e uma densidade populacional de 1.474 habitantes por km2, subdividido em 4 freguesias. O município é limitado a norte pelo município de Vila Nova de Gaia, a leste por Santa Maria da Feira, a sul por Ovar e a oeste pelo Oceano Atlântico.

## Freguesias

Freguesias do município de Espinho.

| O Município de Espinho está dividido em 4 freguesias: - Anta e Guetim; - Espinho; - Paramos; - Silvalde. |

## História
Já em tempos do domínio romano na região existia um castro, o chamado Castro de Ovil, povoação referenciada pela primeira vez num documento de 1013. Este assentava numa pequena colina de forma circular, rodeada por um fosso a Norte e Nascente e por uma ribeira a Sul e Poente, e atualmente encontra-se na Freguesia de Paramos.
Há cerca de 200 anos, a zona de Espinho começou a ser utilizada para a pesca, ainda de forma sazonal. Esses primeiros ocupantes não construíram habitações, permanecendo na costa apenas durante a companha, para regressar à terra de origem no inverno, quando a violência do mar impossibilitava a pesca em segurança.
A fixação da população começou a fazer-se por volta do ano de 1776 (o concelho foi criado apenas em 1899, por desmembramento de Santa Maria da Feira), quando surgiram as primeiras habitações (os palheiros), feitas em madeira e com os telhados revestidos com terra. A transição da madeira para a pedra ocorreu lenta e gradualmente, e passou por uma fase intermédia, em que os palheiros, ainda de madeira, ostentavam uma fachada principal em pedra e cal.
Mais tarde, muitas destas habitações seriam adquiridas e transformadas, por famílias de posses, dando origem à colónia balnear de Espinho. Em menos de meio século, Espinho iria tornar-se numa das zonas de eleição do Norte de Portugal.
A devoção religiosa das pessoas da região levou à edificação, ao longo dos séculos, de diversos monumentos espalhados pela cidade e arredores. A Igreja Matriz dedicada a N.ª Senhora da Ajuda é exemplo disso; construída em 1930 segundo projeto do arquiteto Adães Bermudes, tem um sabor revivalista que procura conciliar com as necessidades contemporâneas.
Hoje, Espinho é uma cidade moderna, com importante atividade turística, acolhendo, ao longo do ano, milhares de visitantes nacionais e estrangeiros. Para isso, foi importante o fator clima (baixa amplitude térmica: 23 °C no Verão e 12 °C no Inverno) e os atrativos naturais e culturais (praia, paisagem, património, espetáculos, etc.), mas também a fácil acessibilidade (por via férrea e rodoviária), a proximidade do Porto e do Aeroporto Francisco Sá Carneiro e a circunstância de se ter tornado numa concorrida zona de jogo.
Espinho é uma cidade conhecida pela sua feira centenária, gastronomia, potencial nas áreas do turismo e lazer, e pelo seu Casino.

## Galeria de imagens

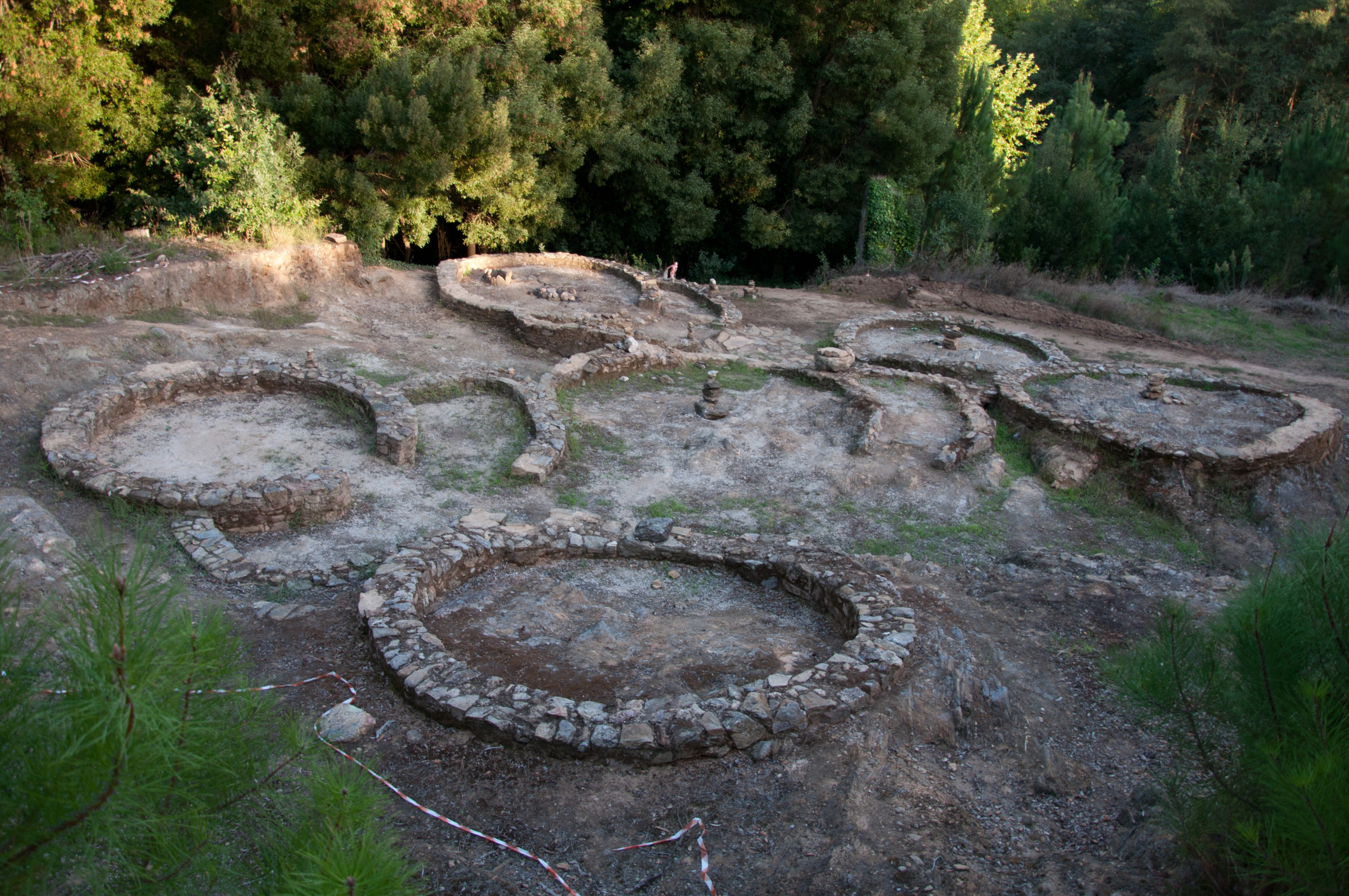
Castro de Ovil
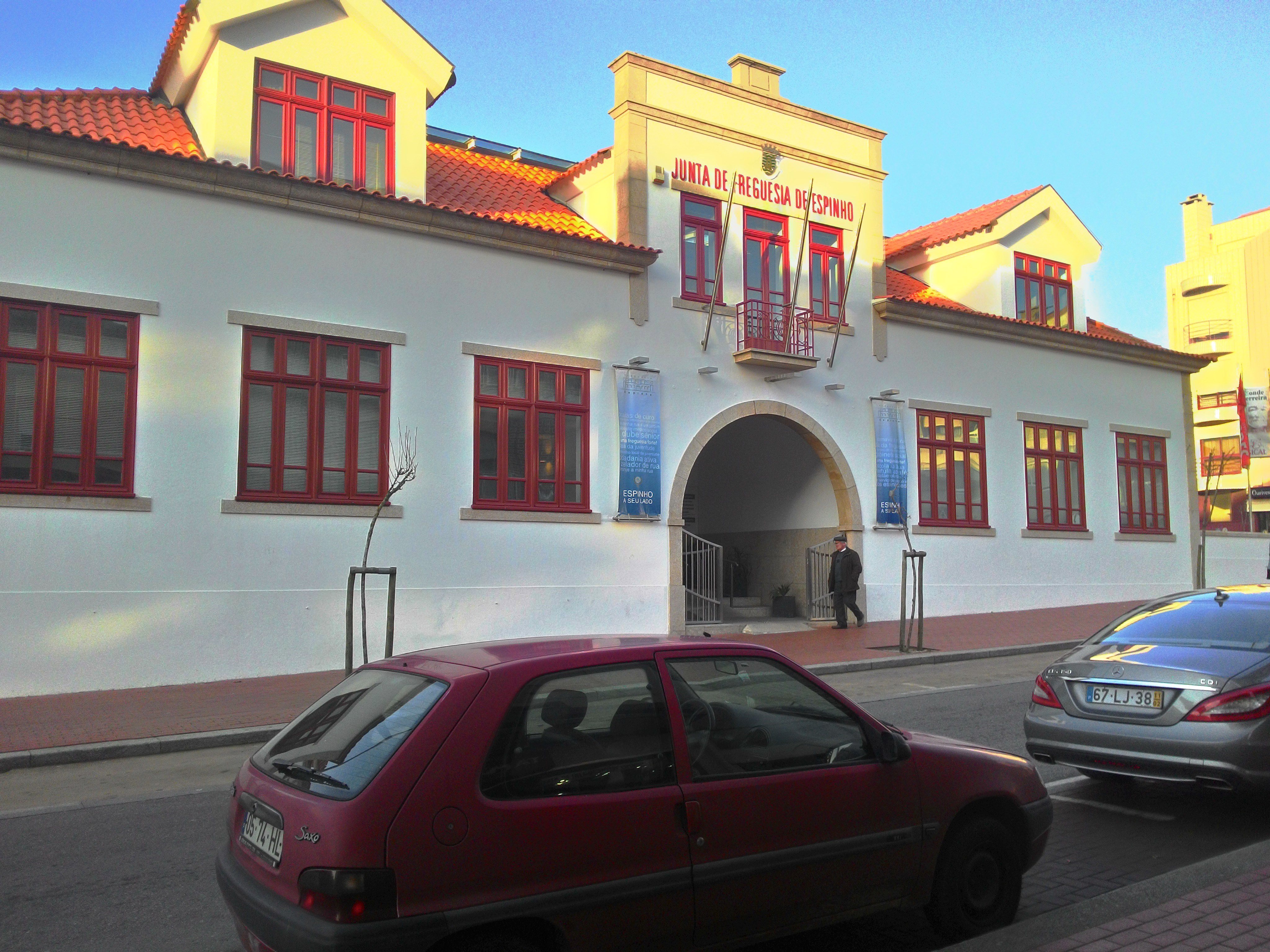
Junta de Freguesia de Espinho
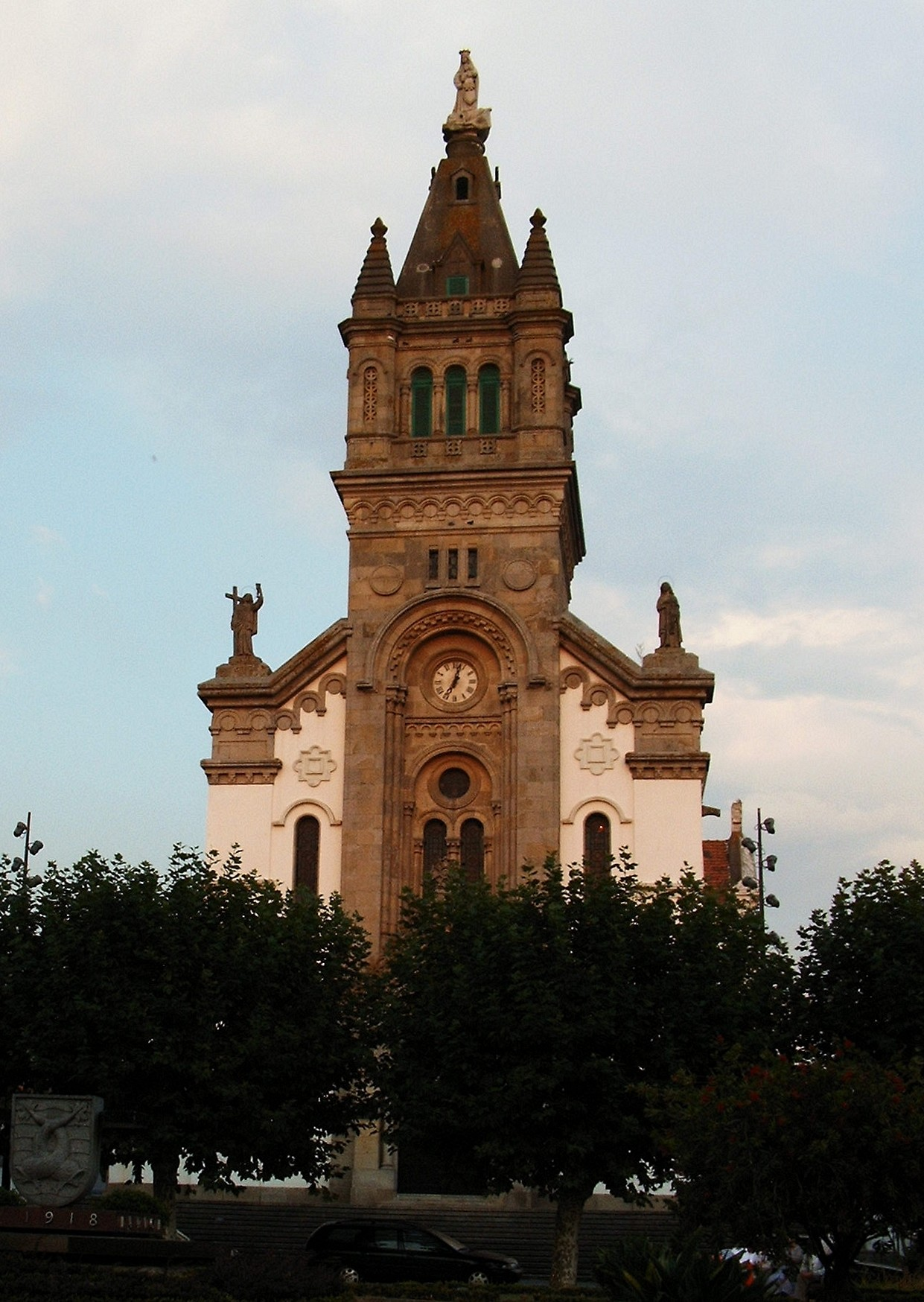
Igreja Matriz
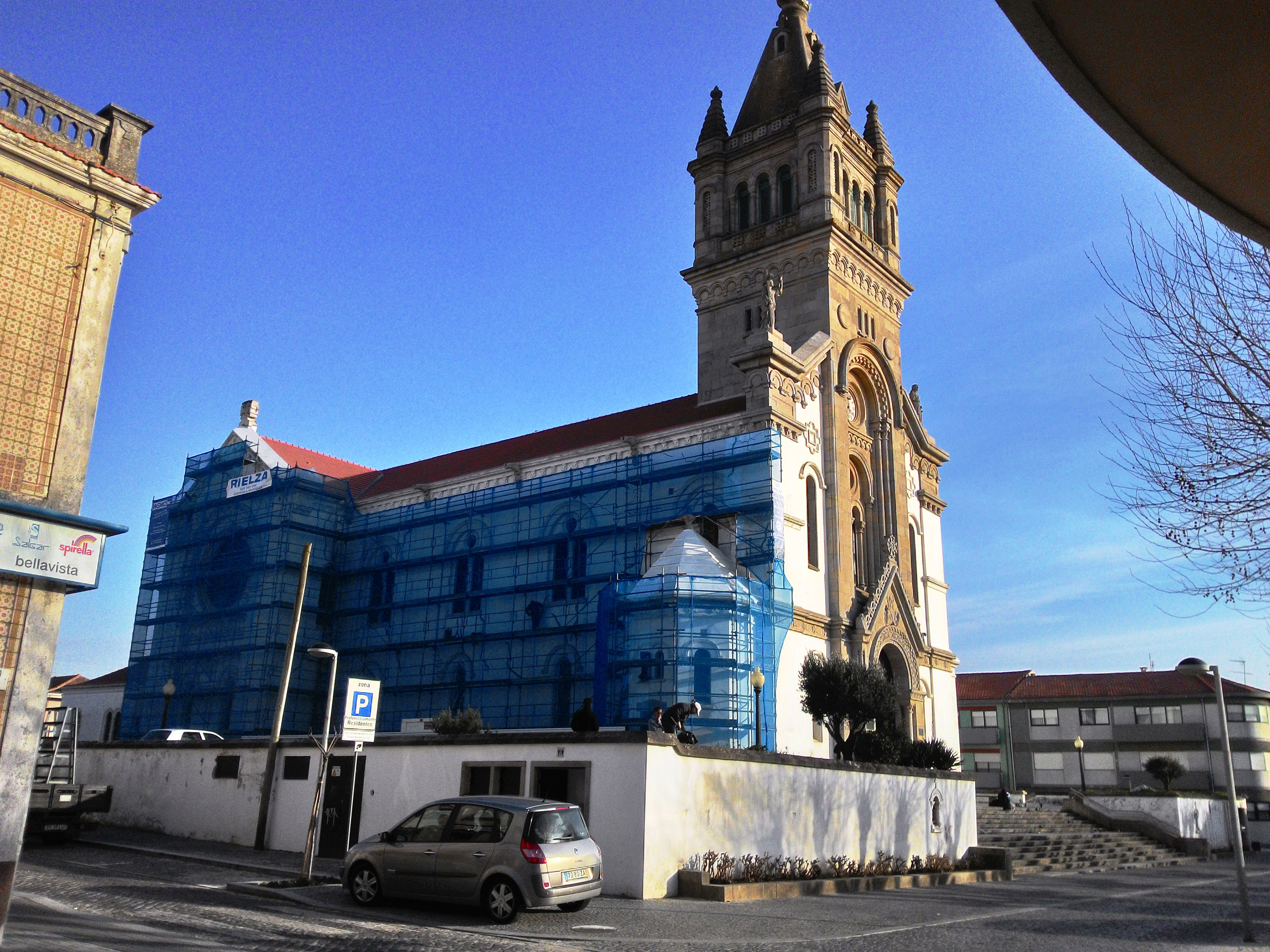
Igreja Matriz em processo de restauração em 2015
Monumento aos combatentes da Primeira Guerra Mundial e da Guerra do Ultramar
Bombeiros Voluntários de Espinho

## Evolução da População do Município
| Número de habitantes | Número de habitantes | Número de habitantes | Número de habitantes | Número de habitantes | Número de habitantes | Número de habitantes | Número de habitantes | Número de habitantes | Número de habitantes | Número de habitantes | Número de habitantes | Número de habitantes | Número de habitantes | Número de habitantes | Número de habitantes |
| -------------------- | -------------------- | -------------------- | -------------------- | -------------------- | -------------------- | -------------------- | -------------------- | -------------------- | -------------------- | -------------------- | -------------------- | -------------------- | -------------------- | -------------------- | -------------------- |
| 1864                 | 1878                 | 1890                 | 1900                 | 1911                 | 1920                 | 1930                 | 1940                 | 1950                 | 1960                 | 1970                 | 1981                 | 1991                 | 2001                 | 2011                 | 2021                 |
| 5 107                | 5 983                | 7 336                | 9 383                | 12 040               | 13 045               | 15 336               | 17 284               | 20 227               | 23 084               | 29 008               | 32 409               | 34 956               | 33 701               | 31 786               | 31 043               |

(Número de habitantes que tinham a residência oficial neste município à data em que os censos se realizaram.)
Em 17 de agosto de 1899, foi criado o concelho de Espinho. Os valores dos censos de 1864, 1878 e 1890 resultam da soma dos habitantes das freguesias que depois vieram a constituir este concelho.
| Número de habitantes por Grupo Etário | Número de habitantes por Grupo Etário | Número de habitantes por Grupo Etário | Número de habitantes por Grupo Etário | Número de habitantes por Grupo Etário | Número de habitantes por Grupo Etário | Número de habitantes por Grupo Etário | Número de habitantes por Grupo Etário | Número de habitantes por Grupo Etário | Número de habitantes por Grupo Etário | Número de habitantes por Grupo Etário | Número de habitantes por Grupo Etário | Número de habitantes por Grupo Etário | Número de habitantes por Grupo Etário |
| ------------------------------------- | ------------------------------------- | ------------------------------------- | ------------------------------------- | ------------------------------------- | ------------------------------------- | ------------------------------------- | ------------------------------------- | ------------------------------------- | ------------------------------------- | ------------------------------------- | ------------------------------------- | ------------------------------------- | ------------------------------------- |
|                                       | 1900                                  | 1911                                  | 1920                                  | 1930                                  | 1940                                  | 1950                                  | 1960                                  | 1970                                  | 1981                                  | 1991                                  | 2001                                  | 2011                                  | 2021                                  |
| 0-14 Anos                             | 1 489                                 | 1 957                                 | 2 090                                 | 4 957                                 | 5 544                                 | 6 398                                 | 7 953                                 | 11 120                                | 8 841                                 | 7 034                                 | 5 134                                 | 4 043                                 | 3 300                                 |
| 15-24 Anos                            | 791                                   | 1 155                                 | 1 310                                 | 3 132                                 | 3 588                                 | 4 017                                 | 3 827                                 | 4 875                                 | 6 237                                 | 6 322                                 | 4 898                                 | 3 406                                 | 3 126                                 |
| 25-64 Anos                            | 1 424                                 | 2 079                                 | 2 601                                 | 6 242                                 | 7 520                                 | 8 624                                 | 9 832                                 | 12 035                                | 14 617                                | 17 956                                | 18 778                                | 17 783                                | 15 843                                |
| = ou > 65 Anos                        | 126                                   | 188                                   | 226                                   | 719                                   | 945                                   | 1 154                                 | 1 472                                 | 1 770                                 | 2 714                                 | 3 644                                 | 4 891                                 | 6 554                                 | 8 774                                 |

(Obs: De 1900 a 1950, os dados referem-se à população presente no município à data em que eles se realizaram. Daí que se registem algumas diferenças relativamente à designada população residente.)'

## Política

### Eleições autárquicas[10]
| Data | %     | V     | %       | V       | %       | V       | %            | V            | %              | V    | %              | V         | %              | V  | %              | V      | %              | V    | %              | V   | %       | V       | %   | V   | %  | V  | %  | V  | %   | V   | Participação |                |
| Data | PS    | PS    | PPD/PSD | PPD/PSD | CDS-PP  | CDS-PP  | FEPU/APU/CDU | FEPU/APU/CDU | GDUP           | GDUP | PCP (m-l)      | PCP (m-l) | AD             | AD | UDP/BE         | UDP/BE | UEDS           | UEDS | PSN            | PSN | PSD-CDS | PSD-CDS | GCE | GCE | NC | NC | CH | CH | PAN | PAN | Participação |                |
| ---- | ----- | ----- | ------- | ------- | ------- | ------- | ------------ | ------------ | -------------- | ---- | -------------- | --------- | -------------- | -- | -------------- | ------ | -------------- | ---- | -------------- | --- | ------- | ------- | --- | --- | -- | -- | -- | -- | --- | --- | ------------ | -------------- |
| Data | 1976  | 38,13 | 3       | 28,69   | 2       | 14,01   | 1            | 13,79        | 1              | 1,18 | -              | 1,12      | -              |    |                |        |                |      |                |     |         |         |     |     |    |    |    |    |     |     |              | 72,90 / 100,00 |
| 1979 | 38,41 | 3     | AD      | AD      | AD      | AD      | 11,99        | 1            |                |      |                |           | 47,10          | 3  | 0,70           | -      | 79,48 / 100,00 |      |                |     |         |         |     |     |    |    |    |    |     |     |              |                |
| 1982 | 34,63 | 3     | 33,61   | 2       | 12,57   | 1       | 15,22        | 1            |                |      | 0,49           | -         | PS             | PS | 75,23 / 100,00 |        |                |      |                |     |         |         |     |     |    |    |    |    |     |     |              |                |
| 1985 | 22,22 | 2     | 38,28   | 3       | 24,48   | 2       | 10,90        | -            | 1,08           | -    |                |           | 71,24 / 100,00 |    |                |        |                |      |                |     |         |         |     |     |    |    |    |    |     |     |              |                |
| 1989 | 30,86 | 2     | 34,13   | 3       | 18,87   | 1       | 12,08        | 1            |                |      | 65,81 / 100,00 |           |                |    |                |        |                |      |                |     |         |         |     |     |    |    |    |    |     |     |              |                |
| 1993 | 35,65 | 3     | 30,91   | 2       | 4,66    | -       | 10,62        | 1            | 14,74          | 1    | 67,63 / 100,00 |           |                |    |                |        |                |      |                |     |         |         |     |     |    |    |    |    |     |     |              |                |
| 1997 | 54,62 | 5     | 30,88   | 2       | 3,11    | -       | 7,96         | -            |                |      | 66,02 / 100,00 |           |                |    |                |        |                |      |                |     |         |         |     |     |    |    |    |    |     |     |              |                |
| 2001 | 45,72 | 4     | 30,92   | 3       | 10,30   | -       | 8,57         | -            | 63,58 / 100,00 |      |                |           |                |    |                |        |                |      |                |     |         |         |     |     |    |    |    |    |     |     |              |                |
| 2005 | 44,92 | 4     | CDS-PP  | CDS-PP  | PPD/PSD | PPD/PSD | 7,12         | -            | 2,88           | -    | 37,97          | 3         | 2,26           | -  | 67,70 / 100,00 |        |                |      |                |     |         |         |     |     |    |    |    |    |     |     |              |                |
| 2009 | 38,31 | 3     | 39,11   | 4       | 9,19    | -       | 6,55         | -            | 3,43           | -    |                |           |                |    | 65,65 / 100,00 |        |                |      |                |     |         |         |     |     |    |    |    |    |     |     |              |                |
| 2013 | 34,59 | 3     | 47,22   | 4       | 2,42    | -       | 6,25         | -            | 3,37           | -    | 61,82 / 100,00 |           |                |    |                |        |                |      |                |     |         |         |     |     |    |    |    |    |     |     |              |                |
| 2017 | 31,65 | 3     | 40,45   | 4       | 2,52    | -       | 5,15         | -            | 2,43           | -    | 9,63           | -         | 3,28           | -  | 61,36 / 100,00 |        |                |      |                |     |         |         |     |     |    |    |    |    |     |     |              |                |
| 2021 | 40,23 | 4     | 37,57   | 3       | 2,15    | -       | 4,84         | -            | 3,69           | -    |                |           | 1,61           | -  | 2,47           | -      | 2,24           | -    | 55,33 / 100,00 |     |         |         |     |     |    |    |    |    |     |     |              |                |

### Eleições legislativas
| Data | %     | %     | %     | %     | %     | %     | %              | %     | %    | %     | %    | %   | %       | % | %  | %  |
| Data | PS    | PSD   | CDS   | PCP   | UDP   | AD    | FEPU/ APU/ CDU | FRS   | PRD  | PSN   | B.E. | PAN | PSD CDS | L | CH | IL |
| ---- | ----- | ----- | ----- | ----- | ----- | ----- | -------------- | ----- | ---- | ----- | ---- | --- | ------- | - | -- | -- |
| 1976 | 42,08 | 28,43 | 13,82 | 10,20 | 0,59  |       |                |       |      |       |      |     |         |   |    |    |
| 1979 | 36,14 | AD    | AD    | APU   | 0,75  | 43,75 | 15,13          |       |      |       |      |     |         |   |    |    |
| 1980 | FRS   | AD    | AD    | APU   | 0,45  | 45,77 | 13,96          | 34,30 |      |       |      |     |         |   |    |    |
| 1983 | 39,97 | 30,86 | 9,47  | APU   | 0,44  |       | 15,25          |       |      |       |      |     |         |   |    |    |
| 1985 | 24,36 | 35,34 | 6,85  | APU   | 0,71  | 13,08 | 15,76          |       |      |       |      |     |         |   |    |    |
| 1987 | 28,32 | 51,16 | 3,01  | CDU   | 0,29  | 10,29 | 3,64           |       |      |       |      |     |         |   |    |    |
| 1991 | 35,89 | 48,54 | 3,51  | CDU   |       | 6,85  | 0,25           | 1,63  |      |       |      |     |         |   |    |    |
| 1995 | 48,21 | 34,32 | 7,74  | CDU   | 0,26  | 6,54  |                | 0,19  |      |       |      |     |         |   |    |    |
| 1999 | 45,90 | 31,66 | 8,49  | CDU   |       | 8,51  | 0,12           | 1,82  |      |       |      |     |         |   |    |    |
| 2002 | 40,46 | 38,61 | 8,92  | CDU   | 6,40  |       | 2,23           |       |      |       |      |     |         |   |    |    |
| 2005 | 45,41 | 29,34 | 6,34  | CDU   | 7,95  | 6,02  |                |       |      |       |      |     |         |   |    |    |
| 2009 | 36,05 | 31,06 | 9,57  | CDU   | 7,79  | 9,95  |                |       |      |       |      |     |         |   |    |    |
| 2011 | 29,30 | 39,50 | 10,02 | CDU   | 8,10  | 5,68  | 0,86           |       |      |       |      |     |         |   |    |    |
| 2015 | 34,17 | CDS   | PSD   | CDU   | 8,06  | 10,19 | 1,15           | 37,83 | 0,50 |       |      |     |         |   |    |    |
| 2019 | 36,93 | 31,49 | 3,00  | CDU   | 5,51  | 10,13 | 3,02           |       | 0,85 | 0,58  | 1,55 |     |         |   |    |    |
| 2022 | 43,64 | 32,71 | 1,68  | CDU   | 3,54  | 4,51  | 1,37           | 0,86  | 4,02 | 4,34  |      |     |         |   |    |    |
| 2024 | 32,96 | AD    | AD    | CDU   | 33,19 | 2,79  | 3,89           | 1,95  | 2,39 | 12,74 | 5,05 |     |         |   |    |    |

## Eventos
- FEST ̶ Festival Novos Realizadores | Novo Cinema: Uma celebração única de novo cinema e de novos cineastas. É um festival de cinema anual multifacetado, que decorre na última semana de junho na cidade de Espinho. Em 2018, o FEST chegou à sua 14ª edição que teve lugar entre os dias 18 e 25 de junho.
- Feira semanal: A maior feira semanal do país (e possivelmente da Península Ibérica), realizando-se todas as segundas-feiras, exceptuando alterações devidas a feriados. A realização da feira ocupa uma grande extensão da Avenida 24, desde o centro da cidade à freguesia de Silvalde, podendo-se aí encontrar uma grande variedade de produtos. São bem característicos da feira de Espinho a venda dos legumes e frutos de pequenos agricultores da zona, a venda do peixe pelas vareiras e o comércio dos ciganos, a que se juntam os tradicionais pregões.
- CINANIMA: O Festival Internacional de Cinema de Animação tem lugar todos os anos em Espinho, normalmente no mês de novembro. O CINANIMA é um importante festival do cinema de animação a nível mundial. É organizado pela Cooperativa de Ação Cultural Nascente e pela Câmara Municipal de Espinho.
- Festival de Música de Espinho: Criado em 1974, este festival de música clássica é organizado anualmente pela Academia de Música de Espinho, com o apoio da Câmara Municipal.
- Auditório de Espinho: Sala de concertos, teatro, dança e novo circo que faz parte da Academia de Espinho, com uma programação mensal que aposta na variedade, inovação e qualidade. O AdE pretende assegurar anualmente uma produção cultural regular, que assente em produções próprias, co-produções e acolhimentos nos domínios musical, teatral, da dança e novo circo.
- Centro Multimeios de Espinho: Numerosas iniciativas diversificadas e eventos culturais têm lugar no Centro Multimeios de Espinho, incluindo o CINANIMA. As pessoas interessadas em astronomia poderão assistir sessões no planetário, visitar a cosmoteca (biblioteca de astronomia) e participar em observações astronómicas que ocorrem regularmente.
- Etapas dos circuitos mundiais de Surf e Vólei de Praia, que acontecem no Verão.
- Festas populares: São João, São Pedro, São Martinho, Nossa Sr.ª do Mar, Nossa Sr.ª das Dores e Nossa Senhora da Ajuda.
- Encontro de Homens-Estátua: Anualmente, realiza-se no parque da cidade um dos maiores eventos deste tipo na Europa.
- Feira dos " peludos": Realiza-se no primeiro domingo de cada mês. Vendem-se, principalmente, antiguidades variadas.

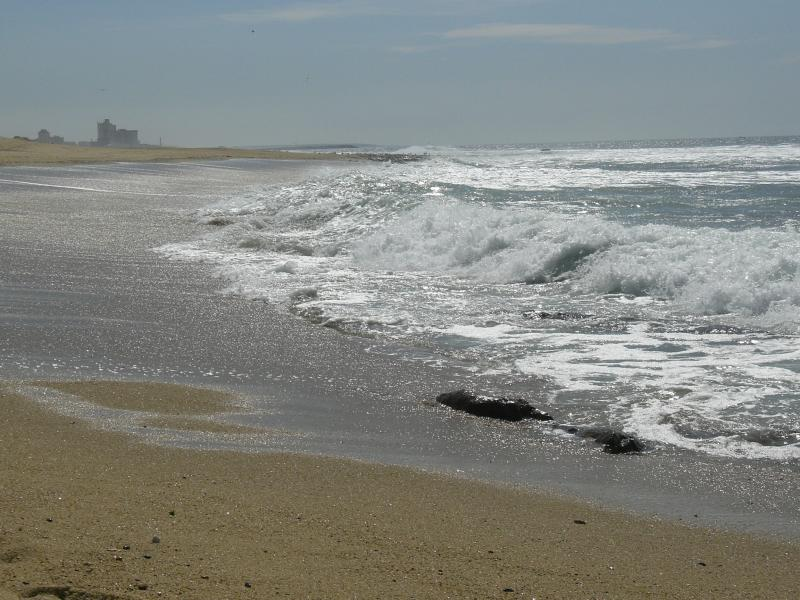
Praia de São Félix da Marinha,Concelho de VN Gaia, Distrito do Porto com vista ao fundo de Espinho.
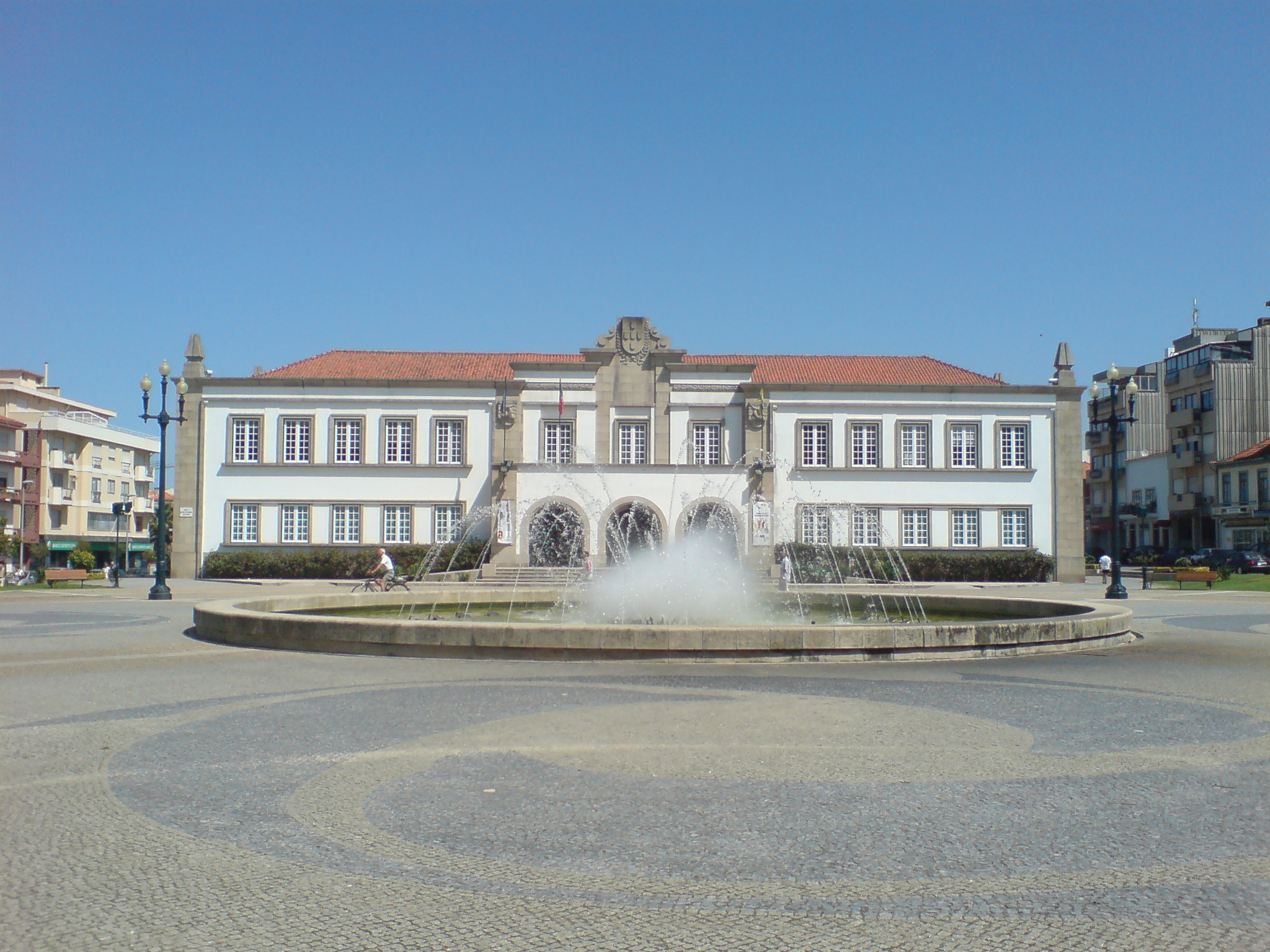
Câmara Municipal
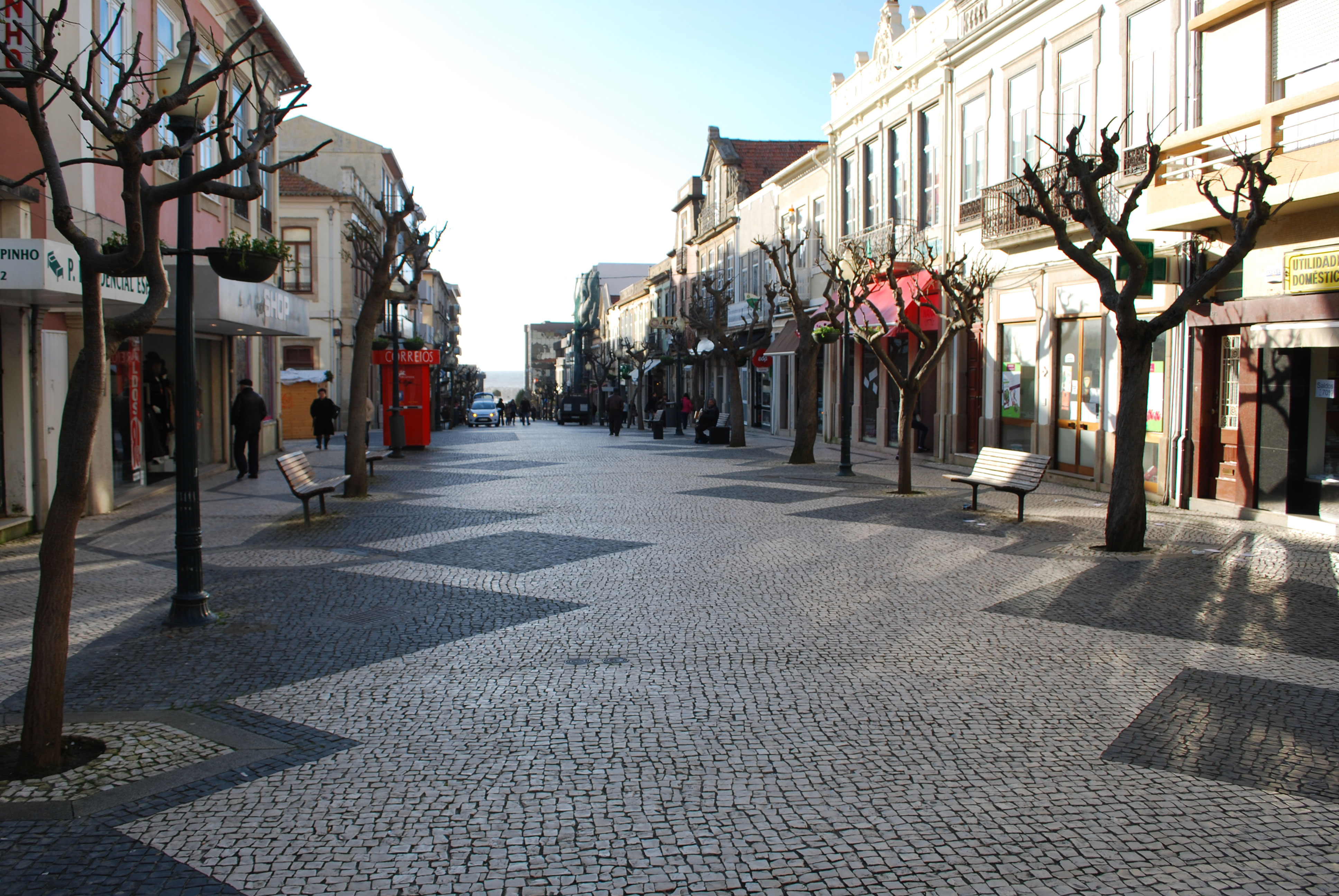
Rua 19 (Pedonal)
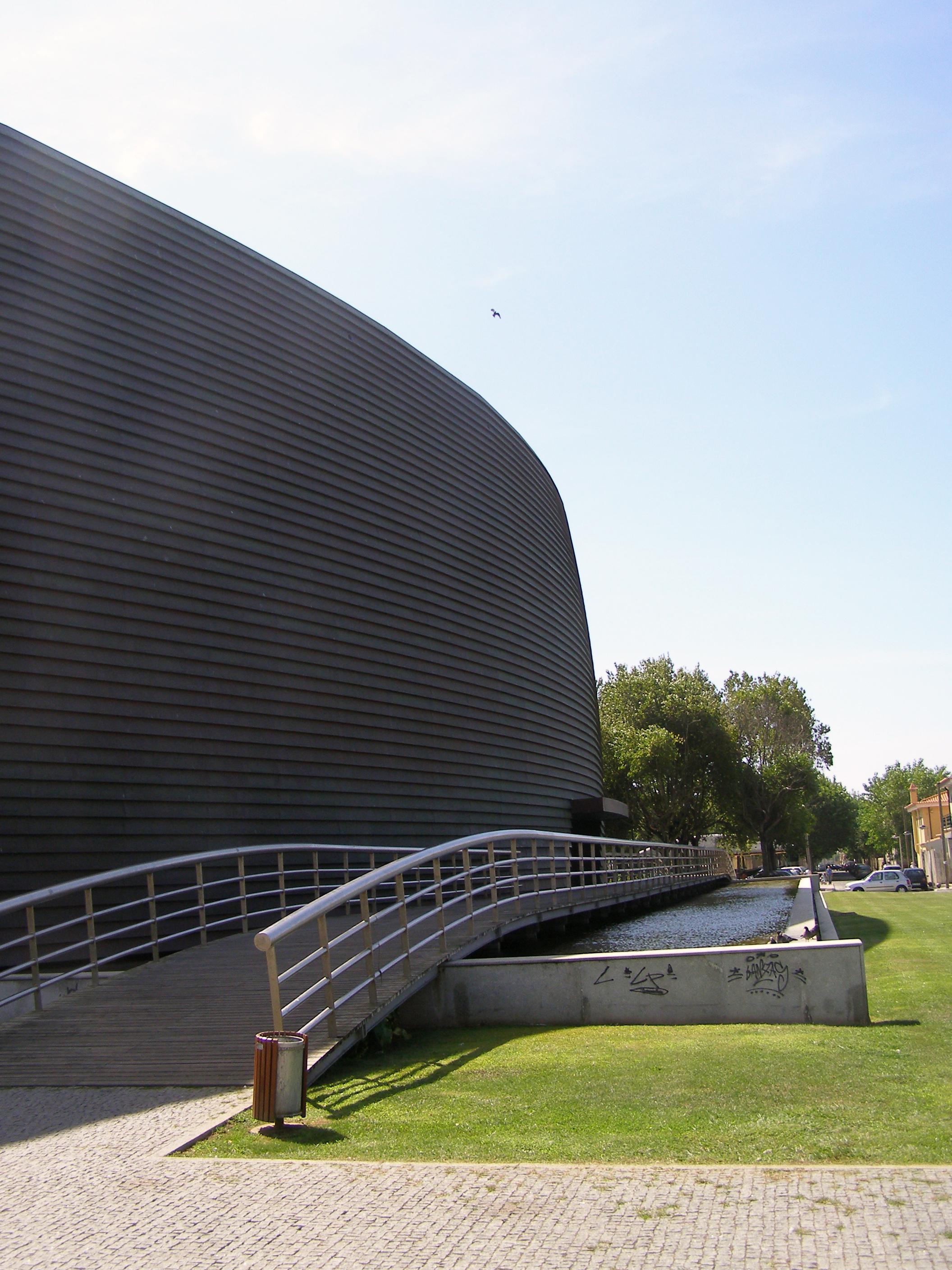
Centro Multimeios
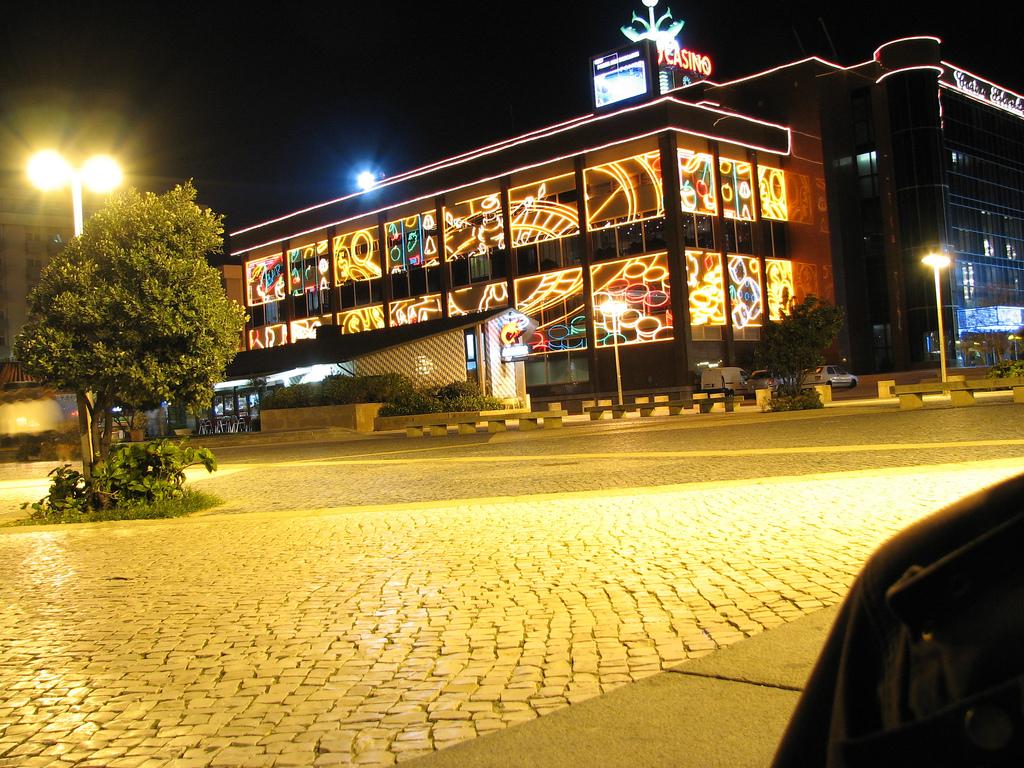
Casino Espinho
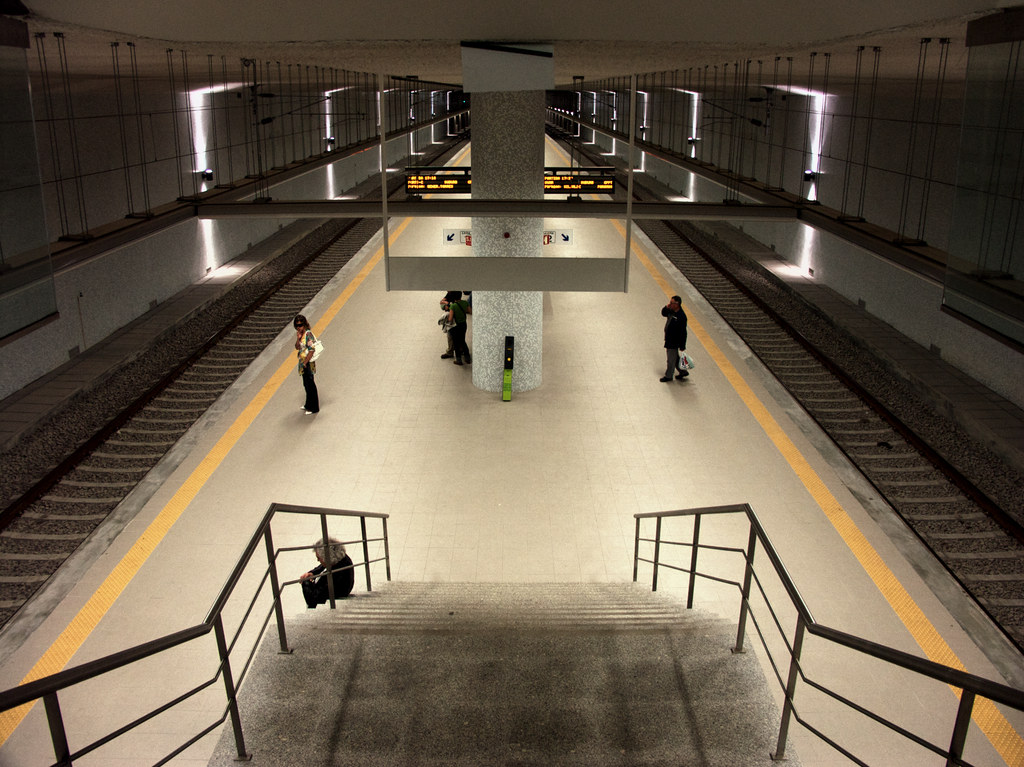
Estação ferroviária, novo apeadeiro subterrâneo

## Infra-estruturas / Equipamento

### Transportes
A maior parte do município de Espinho encontra-se coberta por companhias de transporte privadas, como por exemplo a UTC e a Auto Viação Feirense.
Diversas auto-estradas garantem o acesso à cidade: A1, A29 e A41.
A CP tem a Estação Ferroviária de Espinho, uma interface da Linha do Norte e é o início da Linha do Vouga.

### Educação
A cidade de Espinho possui várias escolas, jardins de infância, ensino primário, básico e secundário. O Parque Escolar de Espinho divide-se em dois agrupamentos: o agrupamento de Escolas Dr. Manuel Laranjeira e o agrupamento de Escolas Dr. Manuel Gomes Almeida. Em relação ao Ensino Superior, existiu, até final de 2016, um Instituto Superior. Ainda existem várias escolas profissionais e escolas de Música.
Na cidade de Espinho estão em construção vários Centros Escolares:
- Centro Escolar Silvalde
- Centro Escolar de Anta e Esmojães
- Centro Escolar Paramos

### Bibliotecas
A rede de bibliotecas de Espinho é constituída por uma Biblioteca Municipal — José Marmelo e Silva — e 6 Bibliotecas Escolares.

### Fórum de Arte e Cultura e Museu Municipal de Espinho
O Fórum de Arte e Cultura de Espinho surgiu do projeto de reabilitação da antiga Fábrica de Conservas Brandão, Gomes & C.ª. Trata-se de um espaço dedicado à investigação, ao desenvolvimento cultural e à prestação de serviços à comunidade, numa confluência entre conhecimento, formação, educação e lazer.
O Museu Municipal de Espinho ocupa o núcleo central da antiga fábrica. "Constitui-se como um espaço dinâmico, de interacção entre o passado e o presente […]. A concepção museográfica integra três exposições permanentes: fábrica de conservas, arte xávega e bairro piscatório/operário. A funcionalidade do museu municipal passa, também, por uma galeria de exposições temporárias, pelo centro de documentação e investigação em história local e por um serviço educativo aberto às escolas e restante população".

### Centro Multimeios de Espinho
O Centro Multimeios de Espinho é um espaço polivalente, aberto à realização de reuniões, congressos e exposições. Inclui um auditório com cerca de 300 lugares, devidamente equipado com a mais moderna tecnologia de som e imagem, permitindo a realização de eventos nas áreas do Cinema, Música, Teatro e Dança. Possui, também, um moderno Planetário. A Galeria do Centro é um espaço amplo, com 400 m², disponível para acolher propostas expositivas da comunidade artística.

### Nave Polivalente de Espinho
A Nave Polivalente de Espinho surge voltada para a dinamização desportiva e recreativa, tendo por objetivos a promoção e o desenvolvimento do município. Com uma área coberta de 11.000 m², este espaço foi concebido para grandes espetáculos desportivos e culturais, sendo altamente versátil e flexível.

### Auditório de Espinho
Integrado na Academia de Música de Espinho, o Auditório assegura uma produção cultural regular, que assenta em produções próprias, co-produções e acolhimentos em diversos domínios culturais (musical, teatral, dança, novo circo). Pelo seu contributo, tornou-se uma referência cultural a nível da cidade e da região. Tem como estrutura residente a Orquestra Clássica de Espinho e o Drumming-Grupo de Percussão.

### Piscina Solário Atlântico e Balneário Marinho de Espinho
A Piscina Solário Atlântico de Espinho e o Balneário Marinho de Espinho são duas unidades interligadas pertencentes à Municipalidade de Espinho e situam-se à beira-mar.
A Piscina foi originalmente construída em 1942, por iniciativa particular, diga-se, do empresário Manoel Pinto Bizarro, segundo projeto de traçado modernista da autoria de Eduardo Martins e Manuel Passos (devido à sua elevada qualidade arquitetónica, o projeto está referenciado no Inquérito à Arquitetura do Século XX em Portugal ). Em 1960, a piscina passou a ser um equipamento da Câmara Municipal de Espinho. O complexo foi depois ampliado, passando a englobar o chamado Balneário Marinho, que incluía uma piscina coberta aquecida e um setor de tratamentos com água do mar e algas (Talassoterapia).
Na década de 1990, as instalações foram alvo de renovação com projeto dos arquitetos Isabel Aires e José Cid, que procuraram manter a integridade dos aspetos mais relevantes da configuração da década de 1940 – fachadas exteriores, entrada inicial, bar e salão de festas, que foram cuidadosamente reabilitados. A piscina exterior foi totalmente reconstruída (restando apenas a prancha de saltos original), tendo sido adotado um novo perfil, com uma profundidade menor e mais segura. A piscina é hoje constituída por dois planos de água, um destinado a crianças e outro a adultos. O Balneário Marinho foi integralmente remodelado e modernizado, nomeadamente a piscina coberta.

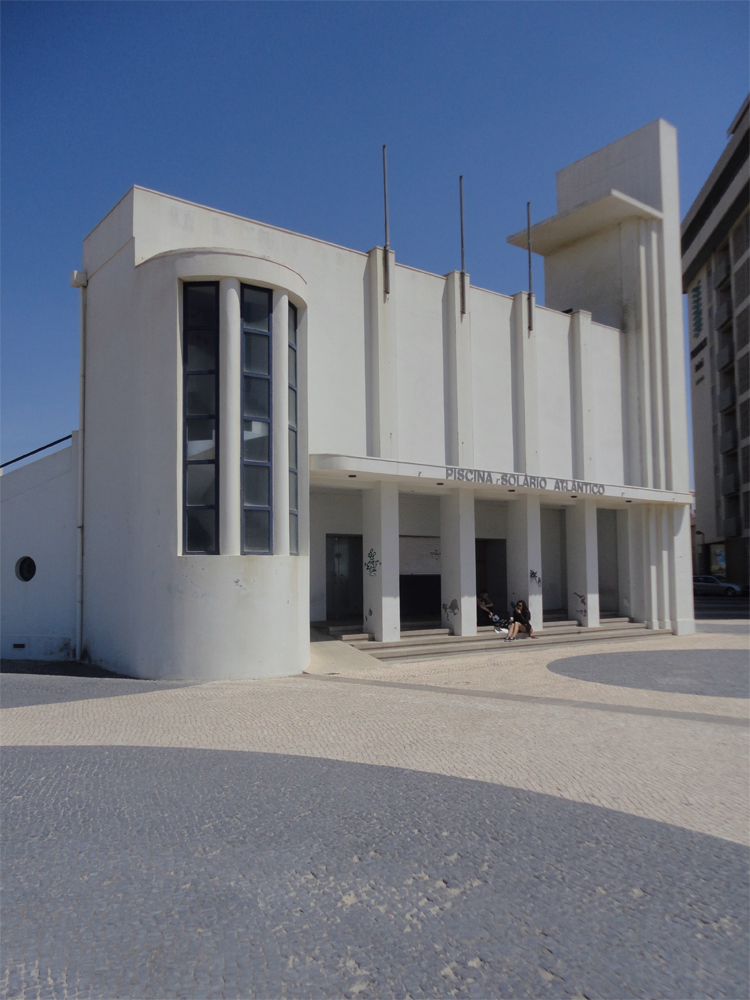
Piscina Solário Atlântico (1942)
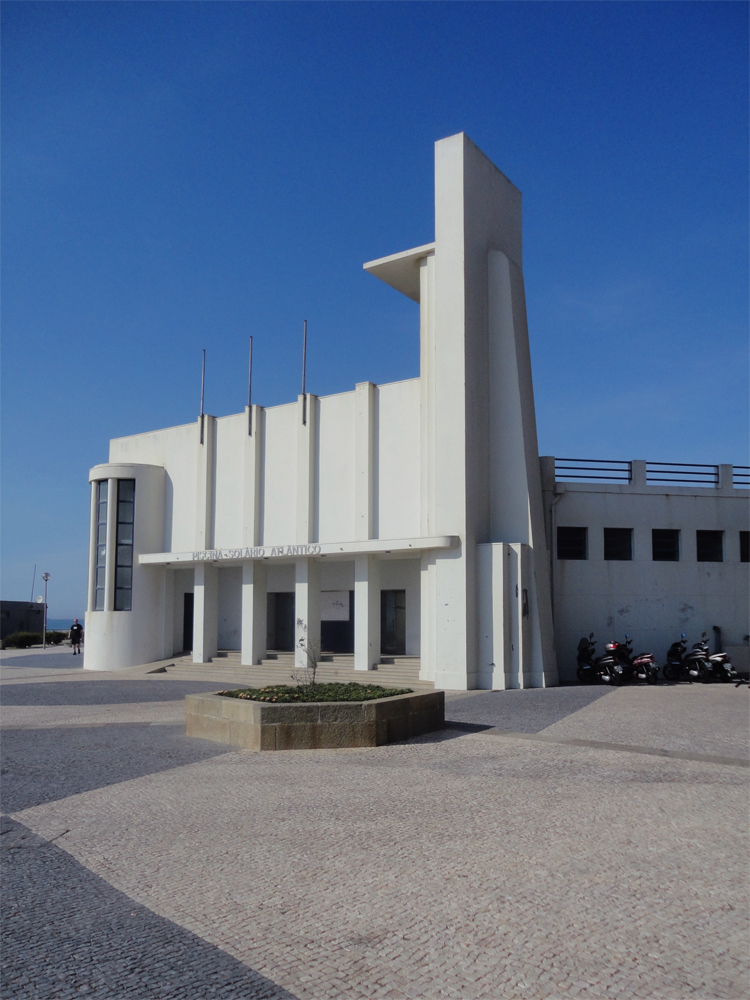
Piscina Solário Atlântico (1942)
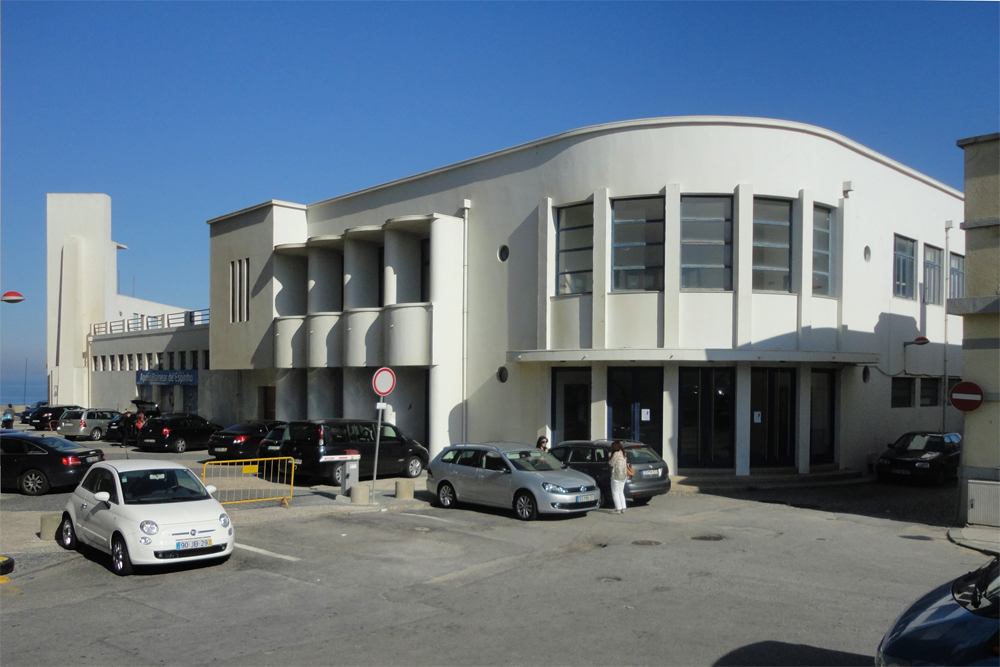
Piscina Solário Atlântico (1942)
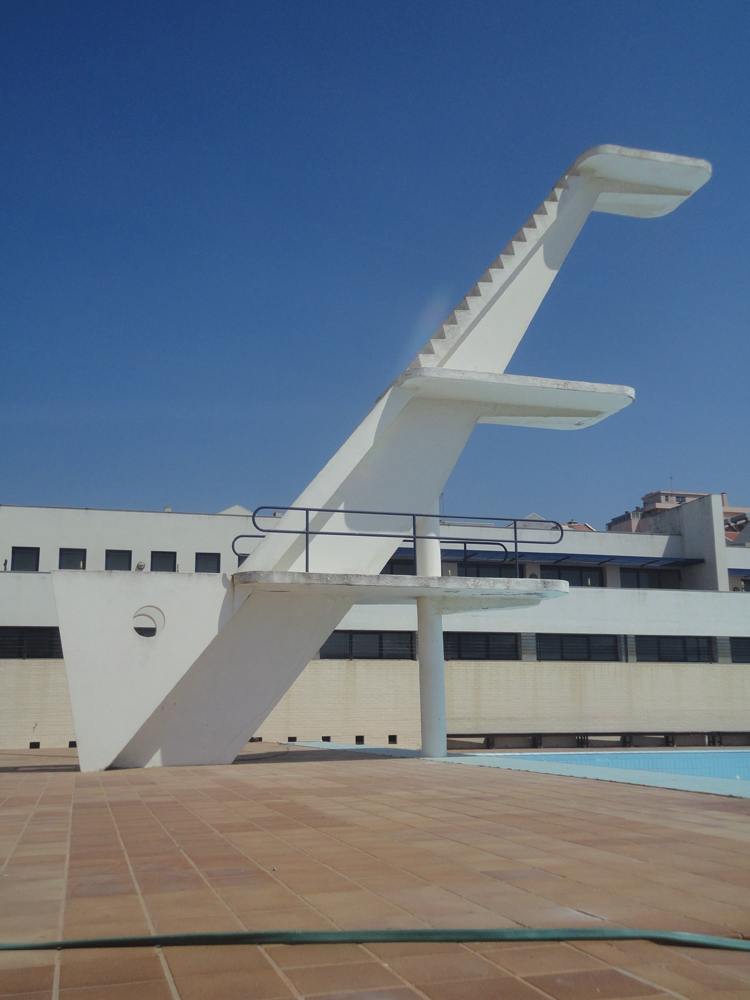
Piscina Solário Atlântico
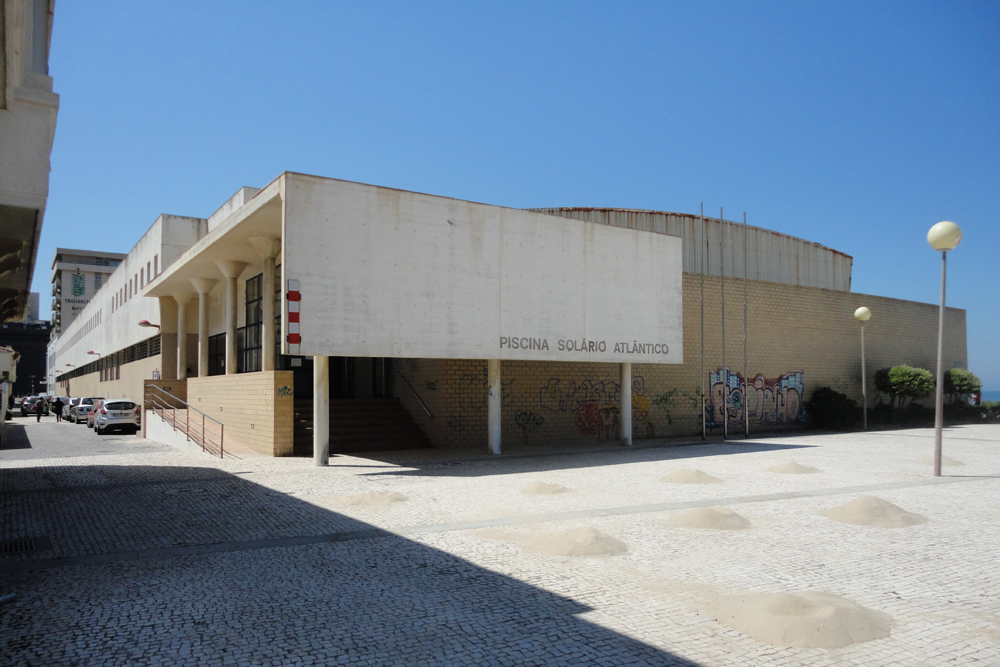
Piscina Solário Atlântico / Balneário Marinho
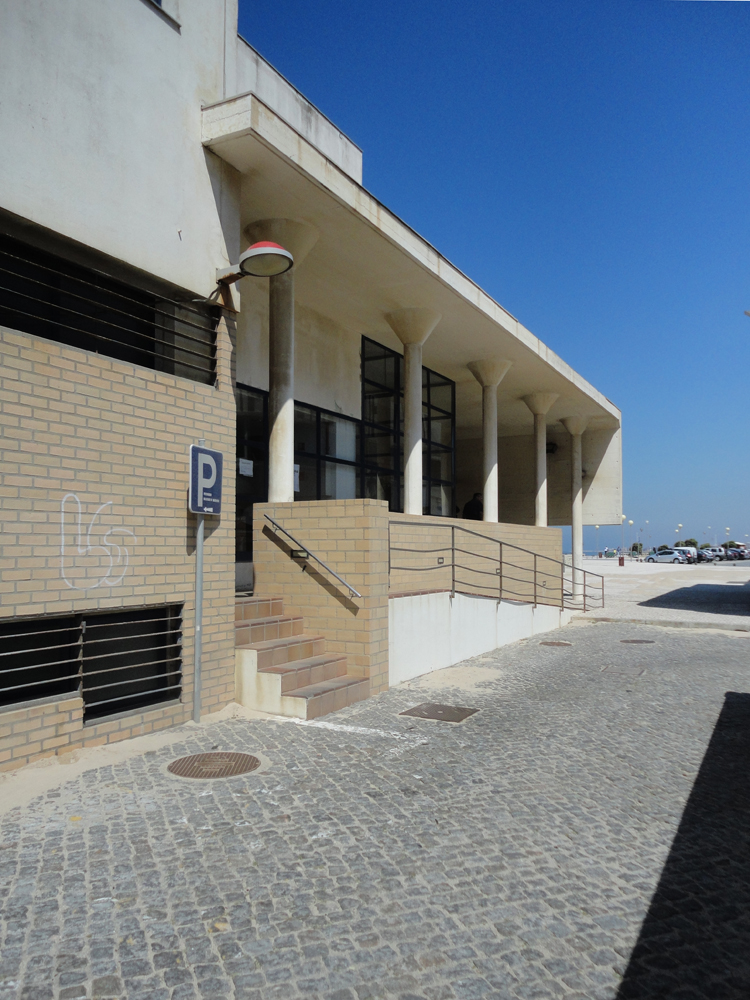
Piscina Solário Atlântico / Balneário Marinho

### Complexo de Ténis de Espinho
O Complexo de Ténis de Espinho tem cumprido um papel de relevo no desenvolvimento do ténis em Portugal, nomeadamente na organização de eventos nacionais e internacionais, dispondo de uma das melhores infraestruturas para a prática da modalidade.
Inserido num espaço acolhedor, onde a natureza marca a sua presença, está equipado com 16 courts (12 campos exteriores e 3 interiores), sendo 8 em terra batida (5 exteriores e 3 interiores), 4 de relva sintética e 3 de piso sintético. O court central, em piso de terra batida, tem capacidade para cerca de 2,000 espectadores.

### Casino
O Casino de Espinho começou a operar em 1974, sendo a primeira unidade do Grupo Solverde.

## Património
- Castro de Ovil

## Geminações
A cidade de Espinho é geminada com as seguintes cidades:
- Santa Maria da Feira
- Vila Nova de Gaia
- Porto